# 松本博之
松本 博之（1980年5月31日—）是日本的男演員，愛知縣新城市出生。身高184cm，原本是Stardust Promotion的旗下，現為「Orange Prisoners」的成員。

## 演出

### TV
- 美少女戰士（2003年－2004年）飾 拿拉達
- 特搜戰隊第46話（2005年）飾
- 戀愛的星期日第7話（2006年）飾 貝塚雅文
- 假面騎士KABUTO第27話（2006年）飾 相良和彥
- 警察廳搜查一課9係第6話（2006年）飾 鑑識
- 夜王第11話（2006年）飾 白雪
- 警察廳搜查一課9係第7話（2007年）飾 田所將臣
- 假面騎士OOO（2010年9月 - 2011年8月、テレビ朝日）飾 Gamel
- 暴太郎戰隊Don Brothers 第40話（2022年）飾 武藤教官
- 假面騎士GOTCHARD 第46話、第50話（2024年）飾壞人
- No.1戰隊豪獸者 第4話（2025年）飾 遠野吠之父

### 舞台劇
- 在世界中心呼喚愛（2005年）飾 豬俁
- THEATER JUNK Vol.20 「永遠的一秒 〜TEARS FOR THE FUTURE〜」（2007年1月5日－8日）

### 電影
- DEVILMAN（2004年）
- 人中之龍 電影版（2007年）
- 假面騎士×假面騎士 OOO & W feat. Skull Movie大戰 Core（2010年）Gamel（声） 役
- 假面騎士OOO WONDERFUL 將軍與21枚核心硬幣（2011年）Gamel 役